# Saint-Julia
Saint-Julia è un comune francese di 383 abitanti situato nel dipartimento dell'Alta Garonna nella regione dell'Occitania.

## Società

### Evoluzione demografica
Abitanti censiti

## Monumenti

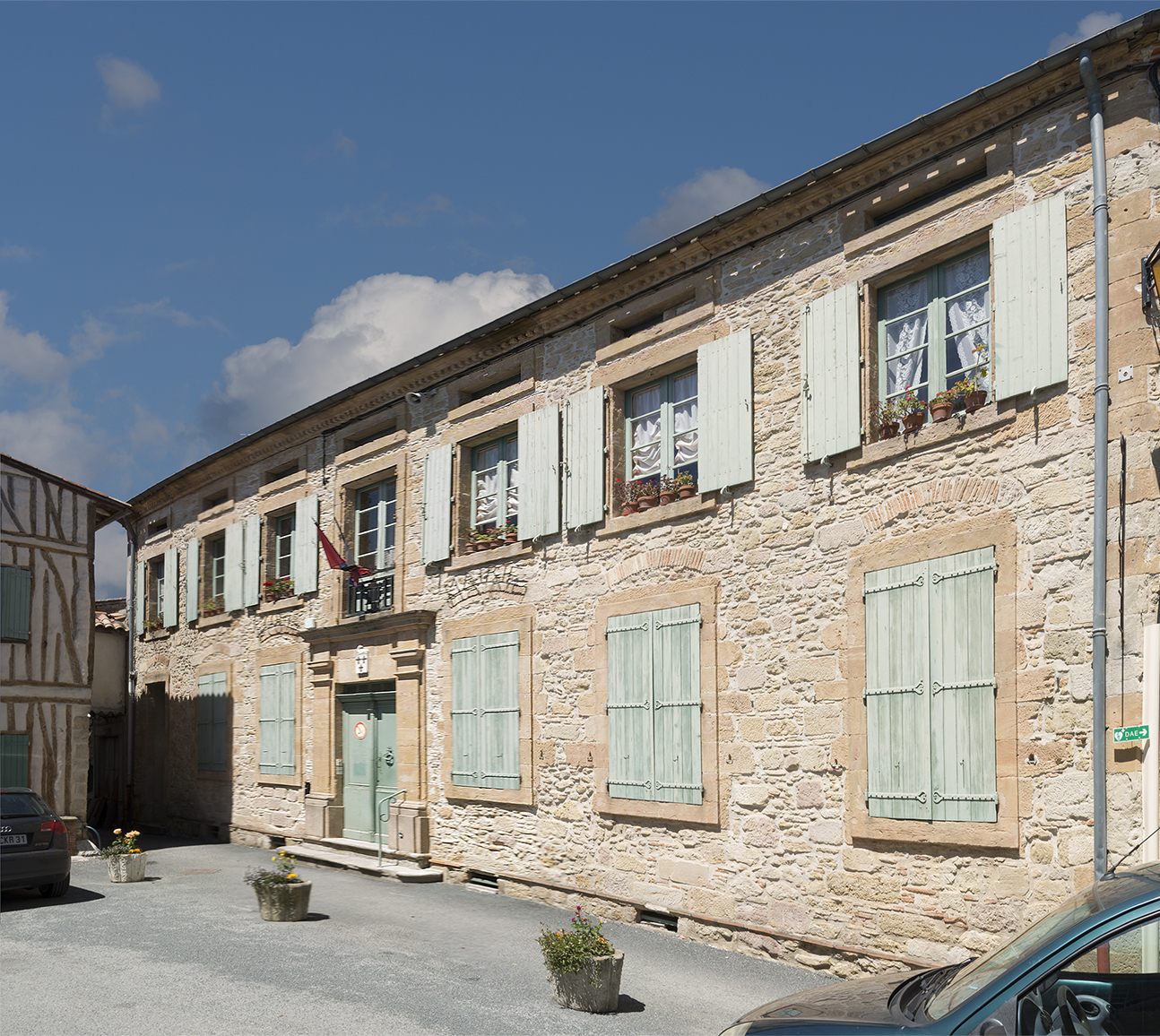
municipio
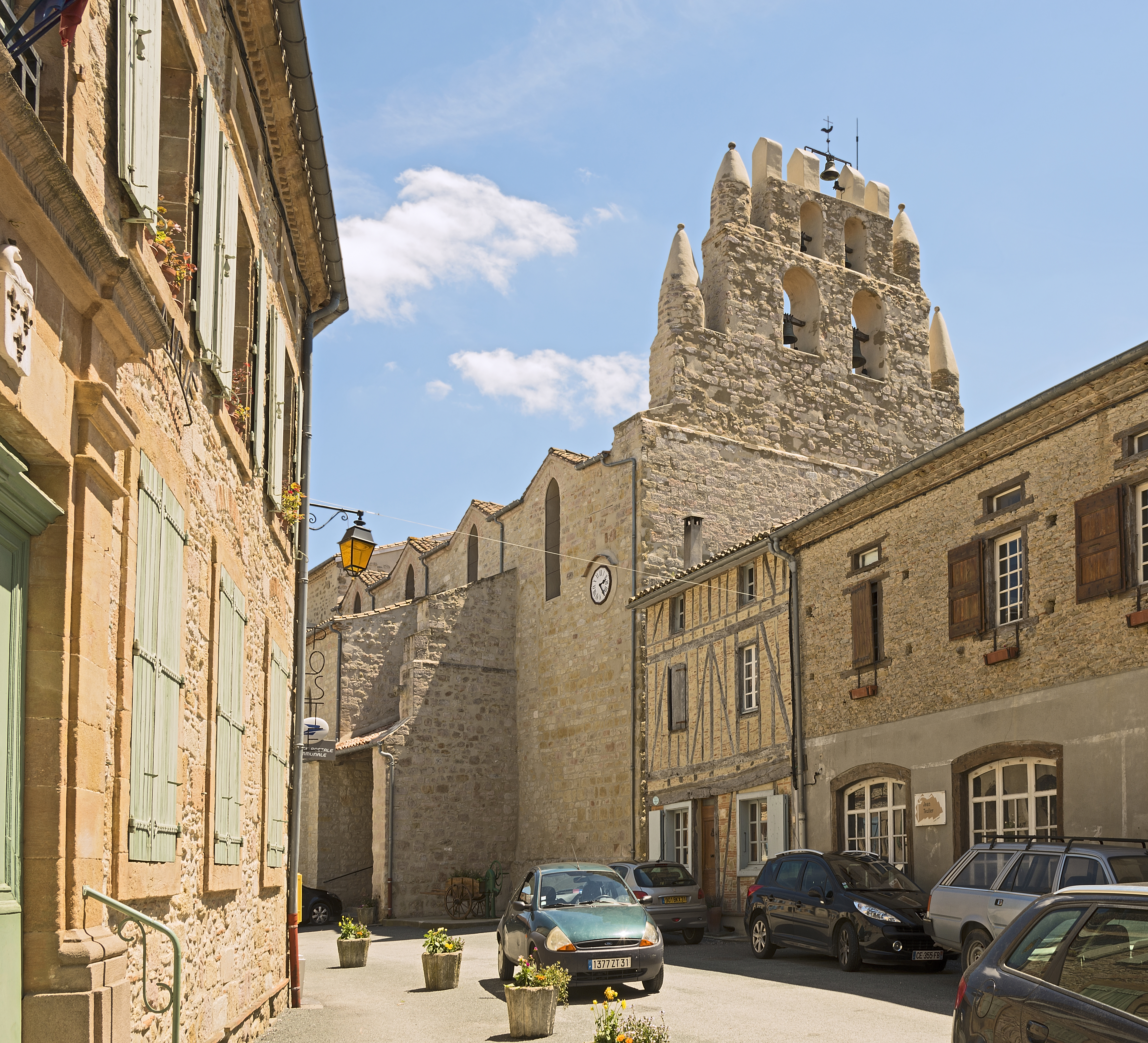
la chiesa
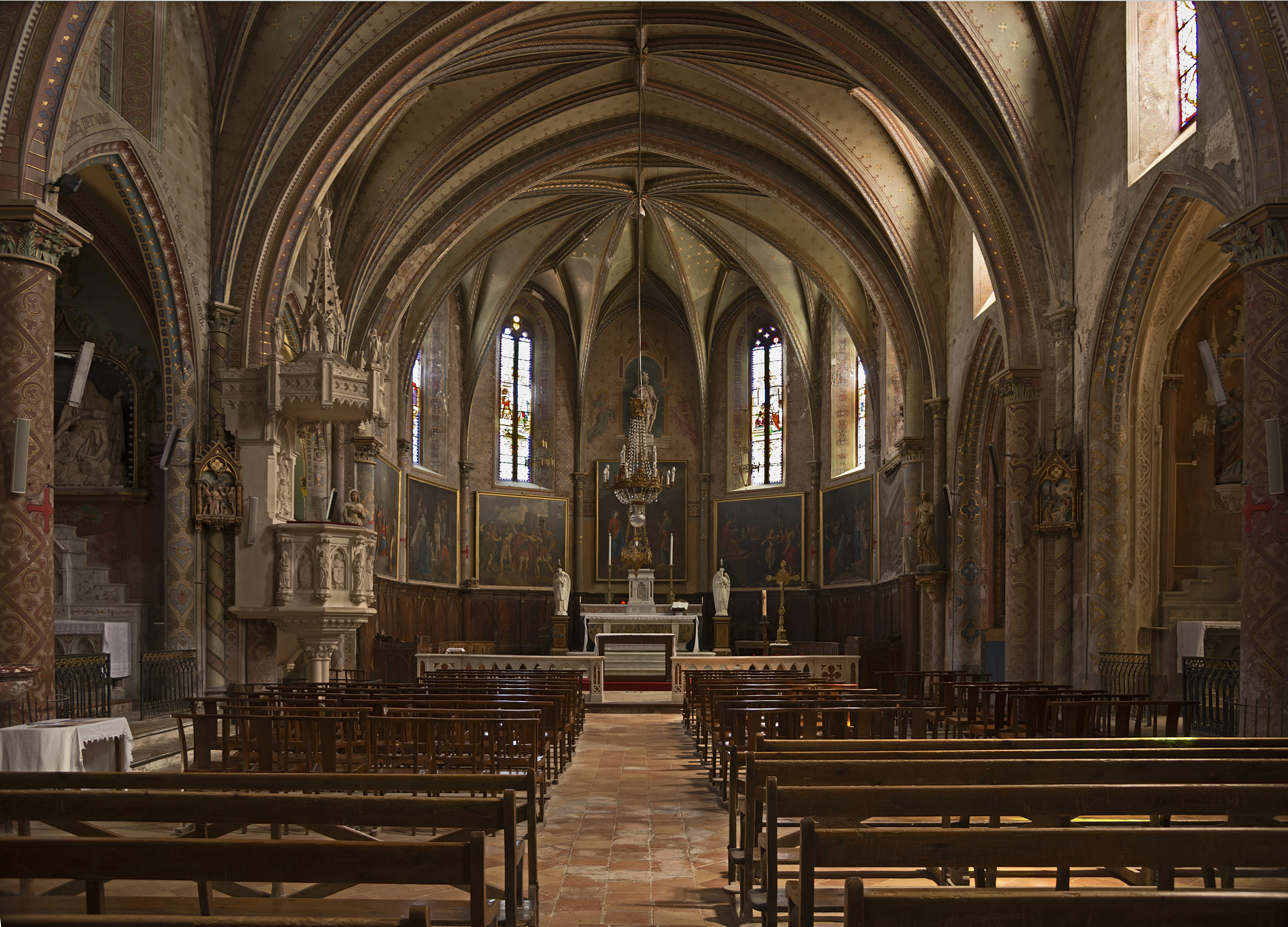
l'interno della chiesa